# Museo Histórico Nacional (Albania)

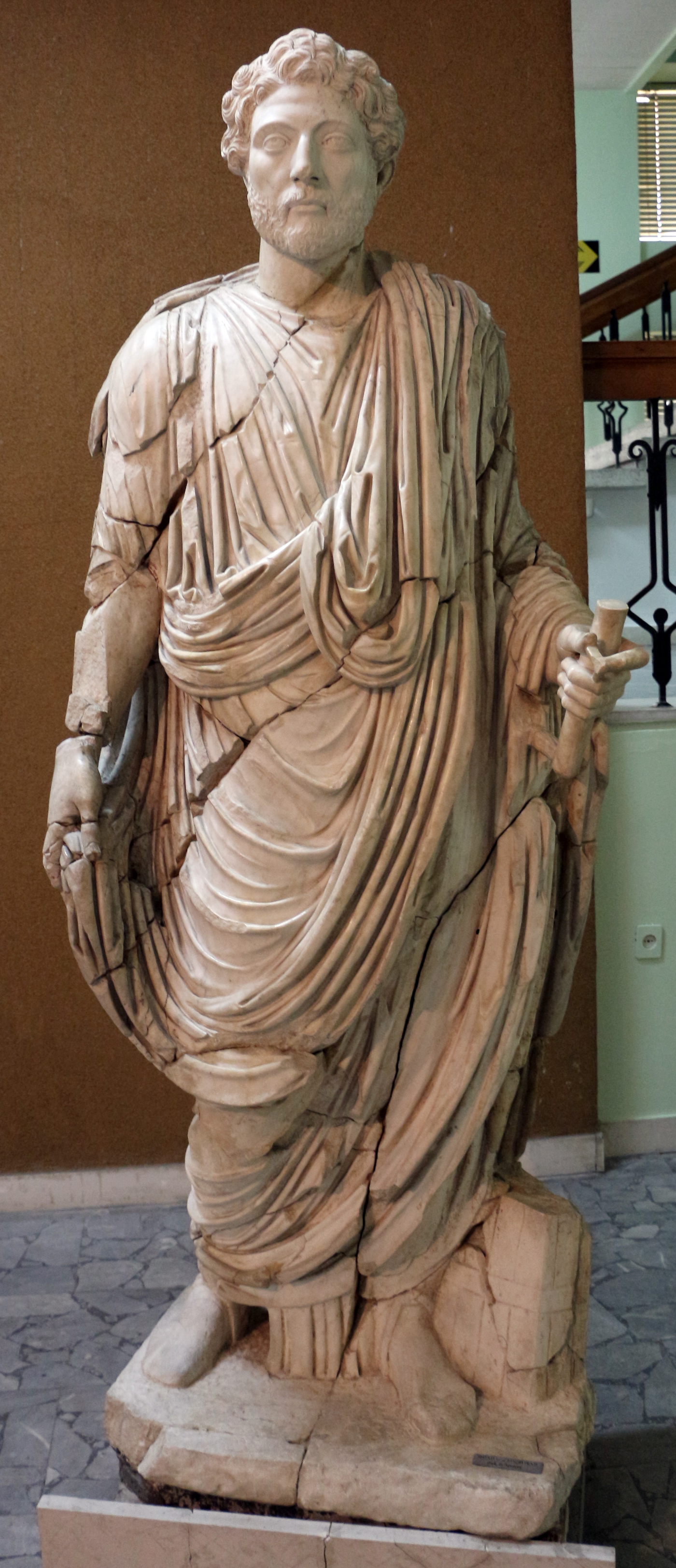
Estatua romana encontrada en Apollonia

El Museo Histórico Nacional (en albanés: Muzeu Historik Kombëtar) está ubicado en Tirana, Albania, y se trata del museo más grande del país. Fue inaugurado el 28 de octubre de 1981 y tiene 27.000 metros cuadrados de tamaño, mientras que 18.000 metros cuadrados están disponibles para exposiciones. El museo fue diseñado por el arquitecto albanés Enver Faja.
La construcción del museo requirió la demolición del antiguo edificio municipal de Tirana. El mosaico gigante que aparece en la entrada principal se titula Los albaneses y muestra figuras antiguas y modernas de la historia albanesa. 

## Pabellón de la Antigüedad
El Pabellón de la Antigüedad es el más importante y uno de los más voluminosos del Museo Histórico Nacional, con 585 objetos. Los artefactos mostrados pertenecen desde el Paleolítico superior y termina con la Alta Edad Media, entre los siglos IV y VIII. Los objetos hallados en el yacimiento prehistórico de Maliq representan el floreciente Neolítico desde mediados del cuarto milenio hasta el 2600 a. C. 
Los objetos expuestos y las monedas de plata y bronce acuñadas en nombre de los reyes ilirios de Durrës, Apolonia, Shkodër, Búlice y Amantia, fueron descubiertas en las provincias del sur de Iliria, datan del siglo IV y III a. C. y muestran la fuerte economía y cultura de la que gozaban los ilirios. Destacan las esculturas de la escuela apolónida o del dios Apolo, una de las esculturas más hermosas del siglo VI. Del mismo modo, sobresalen el mosaico de la Belleza de Durres (siglo IV a. C.), la cabeza de Artemisa (siglo III a. C.), la apariencia antropomórfica del río Viosa (siglo III o II a. C.), etc. Los vestigios de la Tumba Monumental de Lower Selca, Pogradec (siglo III), ocupan un lugar prominente.

## Pabellón de la Edad Media
En el Pabellón de la Edad Media, los visitantes descubren el desarrollo económico, social, político y cultural de los albaneses desde el siglo VI hasta el XV. Una parte de este pabellón está dedicado al Principado de Arber. El traspaso de poderes de Skuraj a Topia se manifiesta en el emblema heráldico de Karl Topia ubicado en la fachada del monasterio de John Vladimir en Elbasan. Destaca el Epitafio de Gllavenica, que data del 1373. Se muestra la resistencia de los albaneses contra la ocupación otomana con imágenes, documentos y objetos, así como del desarrollo económico, político y social del país con mapas, gravados y publicaciones originales. Destaca la figura de Skanderbeg, héroe contra la ocupación otomana.

## Pabellón del Renacimiento nacional albanés
El Pabellón del Renacimiento es uno de los más ricos con objetos originales, documentos, libros, fotografías, banderas nacionales, armas, billetes y otros artefactos culturales. La mayoría de los objetos expuestos son únicos en cuanto a la historia y cultura albanesa. El contexto va desde mitad del siglo XIX hasta 1912. Destaca la bandera de la sociedad patriótica "Desire" de la colonia albanesa en Sofía, Bulgaria. Los visitantes pueden observar una colección de libros de Sami Frasheri, que describía la identidad nacional de Albania.

## Pabellón de la Independencia

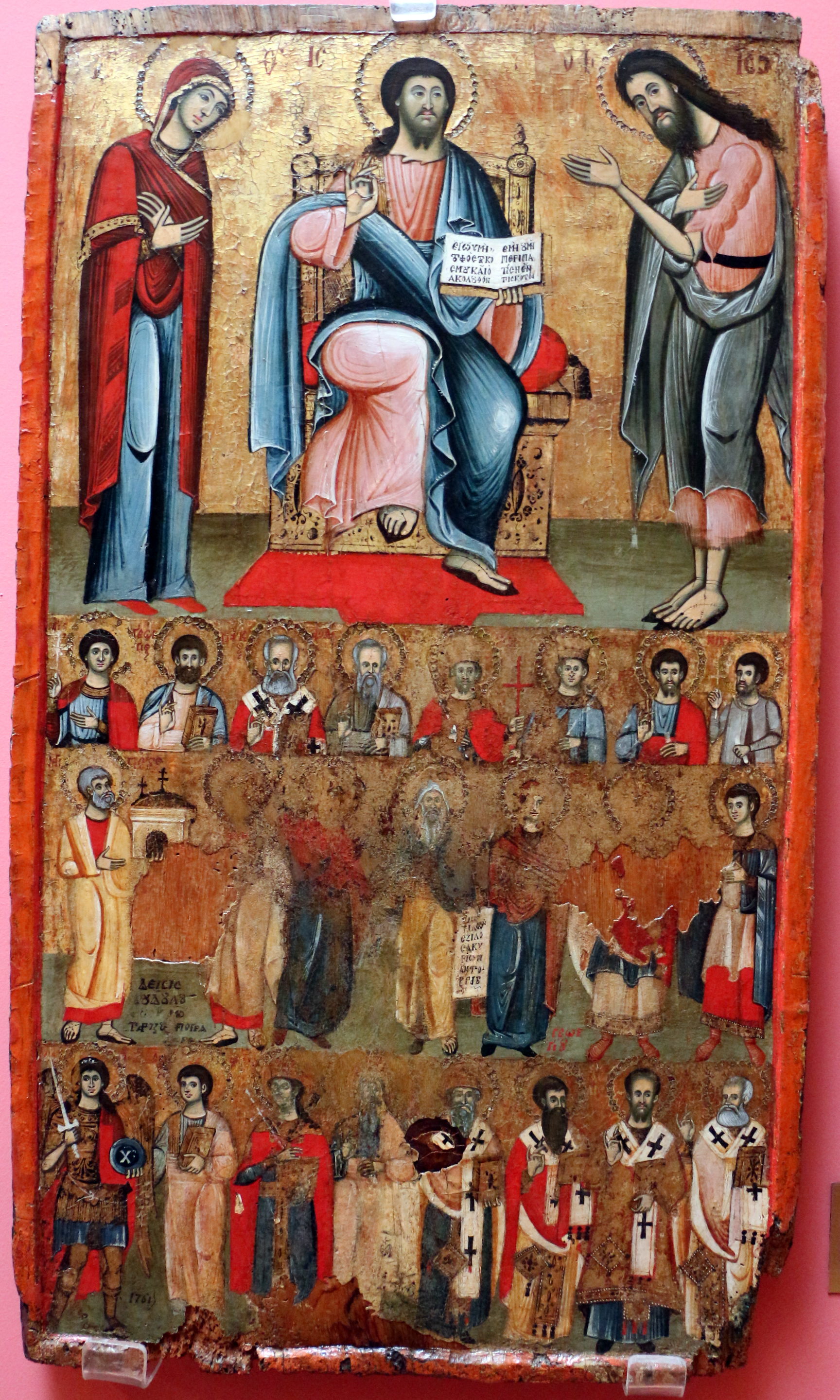
Icono medieval

El Pabellón de la Independencia refleja los momentos clave en la historia tras la Declaración de Independencia en 1912 hasta 1939. La Declaración de Independencia de Albania de la Asamblea Nacional de Vlora fue proclamada el 28 de noviembre de 1912 y supuso la formación del Gobierno provisional de Albania, dos actos históricos del país. En este pabellón también se muestra la Conferencia de Embajadores en Londres (1912-1913). El corto reinado del príncipe Wied en Albania en 1914 marca un hito histórico en el establecimiento y fundación del estado albanés. Las luchas políticas entre las élites gubernamentales llevaron al movimiento de junio de 1924 liderado por Fan Noli, quien goza de un espacio dedicado a su persona como figura prominente del siglo XX.

## Pabellón de la Iconografía albanesa
En este pabellón se exhibe una colección de 70 objetos de la era pos-bizantina de Albania: iconos, un proskynetarion, un par de Puertas Santas y un iconostasio. Estos objetos pertenecen a diversas iglesias de Albania: Gjirokastra, Elbasan, Fier, Berat, etc., y datan de entre el siglo XVI hasta principios del XIX. También se muestran obras de pintores que adornaban las iglesias de Albania, Macedonia y Grecia como Onufri, Onufër Qiprioti, David Selenica, Kostandin Shpataraku, Kostandin Jeromonaku, los hermanos Zografi, los hermanos Çetiri y Mihal Anagnosti. El iconostasio proviene de la iglesia del monasterio de san John Vladimir en Elbasan.

## Pabellón de la Guerra antifascista

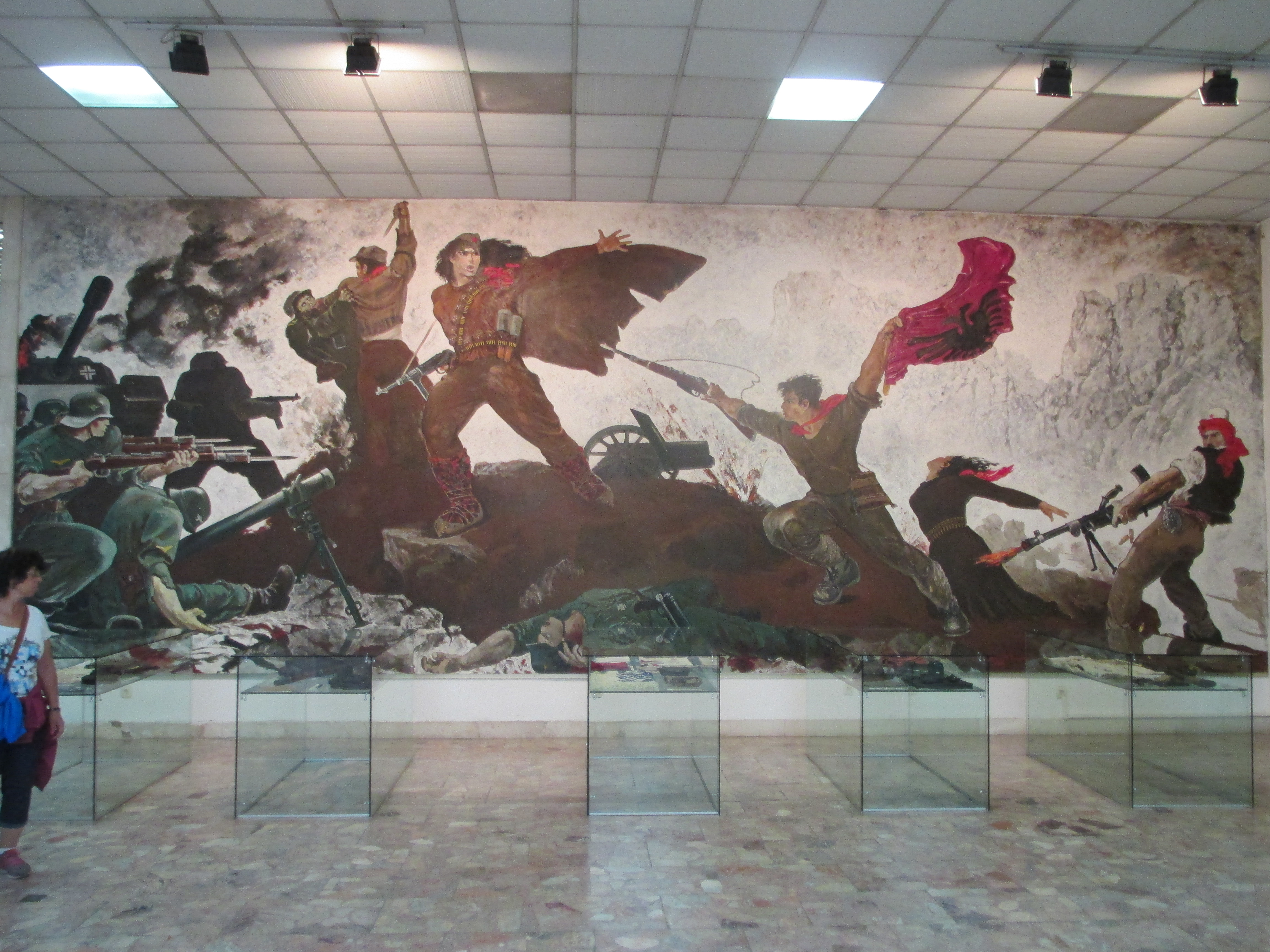
Mural sobre la lucha antifascista

Este pabellón, con 220 objetos, refleja los eventos que ocurrieron desde la Guerra de Vlora en 1920 hasta el fin de la Segunda Guerra Mundial en 1945. Muestra la reacción de varios intelectuales albaneses en los años 1920 y 1930 contra la llegada al poder del fascismo en Italia. El pabellón exhibe cronológicamente los eventos relacionados con la instauración del régimen fascista en Albania el 7 de abril de 1939 y el comienzo de la resistencia antifascista. Los voluntarios albaneses que participaron en la Guerra civil española también son reconocidos en este pabellón. Asimismo, también se muestran reliquias de mártires y héroes nacionales que dieron su vida para luchar contra el fascismo y el nazismo. Se exhiben documentos que reflejan el apoyo, cobijo y protección de los albaneses a los judíos durante la guerra.

## Pabellón del Terror comunista
El Pabellón del Terror comunista fue inaugurado en 2012. Este pabellón exhibe documentos, fotografías, vídeos y objetos pertenecientes al periodo comunista con sistema unipartidista que vivió Albania entre 1945 y 1990. Una parte importante del pabellón son los materiales documentales y fotográficos que reflejan las operaciones contra las fuerzas anticomunistas, un tribunal especial contra los opositores políticos durante la guerra, así como la liquidación de la oposición anticomunista. En las vitrinas se muestran reliquias que pertenecieron a diversas personas encerradas o ejecutadas por el régimen de la época.

## Pabellón de la Madre Teresa
Este pabellón está dedicado a la vida, obra y familia de la Madre Teresa de Calcuta. Los visitantes se familiarizan con su obra benéfica por la que se le otorgaron diversos premios internacionales. Se exhiben fotografías con personalidades a las que conoció la Madre Teresa como Jacques Chirac, Bill Clinton, Tony Blair, Ibrahim Kodra, etc., así como diversos objetos de su vida cotidiana.